# Annabelle 2: Creation
Annabelle 2: Creation (även känd enbart som Annabelle: Creation) är en amerikansk skräckfilm från 2017 i regi av David F. Sandberg. Filmen är en prequel till Annabelle (2014).

## Rollista (i urval)
- Stephanie Sigman – Syster Charlotte
- Talitha Bateman – Janice
  - Tree O'Toole – Janice som vuxen / Annabelle Higgins
- Lulu Wilson – Linda
- Anthony LaPaglia – Samuel Mullins
- Miranda Otto – Esther Mullins
  - Alicia Vela-Bailey – Esther Mullins som ond
- Grace Fulton – Carol
- Philippa Coulthard – Nancy
- Samara Lee – Annabelle "Bee" Mullins
- Tayler Buck – Kate
- Lou Lou Safran – Tierney
- Mark Bramhall – Fader Massey
- Adam Bartley – Officer Fuller
- Lotta Losten – Adoptionsbyråanställd
- Joseph Bishara – Annabelle som demon
  - Fred Tatasciore – Demonens röst
- Brian Howe – Pete Higgins
- Kerry O'Malley – Sharon Higgins
- Annabelle Wallis – Mia Form (cameo)
- Ward Horton – John Form (cameo)
- Bonnie Aarons – Valak (okrediterad)